# Fengqing

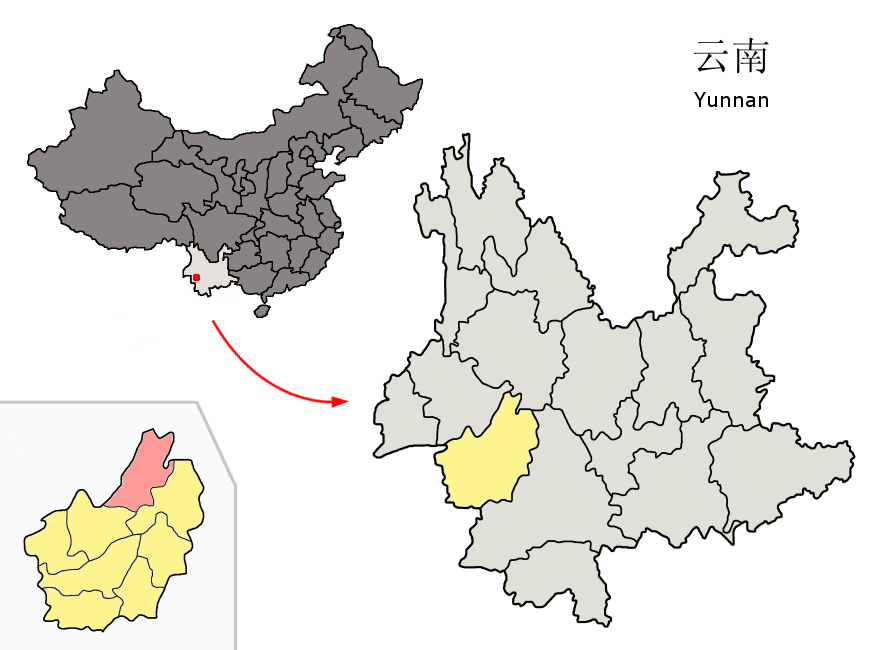
Lage des Kreises Fengqing (rosa) in Lincang (gelb)

Der Kreis Fengqing (凤庆县; Pinyin: Fèngqìng Xiàn) ist ein Kreis in der chinesischen Provinz Yunnan. Er gehört zum Verwaltungsgebiet der bezirksfreien Stadt Lincang. Fengqing hat eine Fläche von 3.307 Quadratkilometern und zählt 385.420 Einwohner (Stand: Zensus 2020). Sein Hauptort ist die Großgemeinde Fengshan (凤山镇).

## Administrative Gliederung
Auf Gemeindeebene setzt sich der Kreis aus acht Großgemeinden und fünf Gemeinden (davon drei Nationalitätengemeinden) zusammen. Diese sind: 
- Großgemeinde Fengshan 凤山镇
- Großgemeinde Lushi 鲁史镇
- Großgemeinde Xiaowan 小湾镇
- Großgemeinde Yingpan 营盘镇
- Großgemeinde Sanchahe 三岔河镇
- Großgemeinde Mengyou 勐佑镇
- Großgemeinde Xueshan 雪山镇
- Großgemeinde Luodang 洛党镇

- Gemeinde Shili 诗礼乡
- Gemeinde Xinhua der Yi und Miao 新华彝族苗族乡
- Gemeinde Daxi 大寺乡
- Gemeinde Yaojie der Yi 腰街彝族乡
- Gemeinde Guodazhai der Yi und Bai 郭大寨彝族白族乡